# Opuntia dillenii
Opuntia dillenii (Ker Gawl.) Haw. es una especie fanerógama  perteneciente a la familia Cactaceae. 

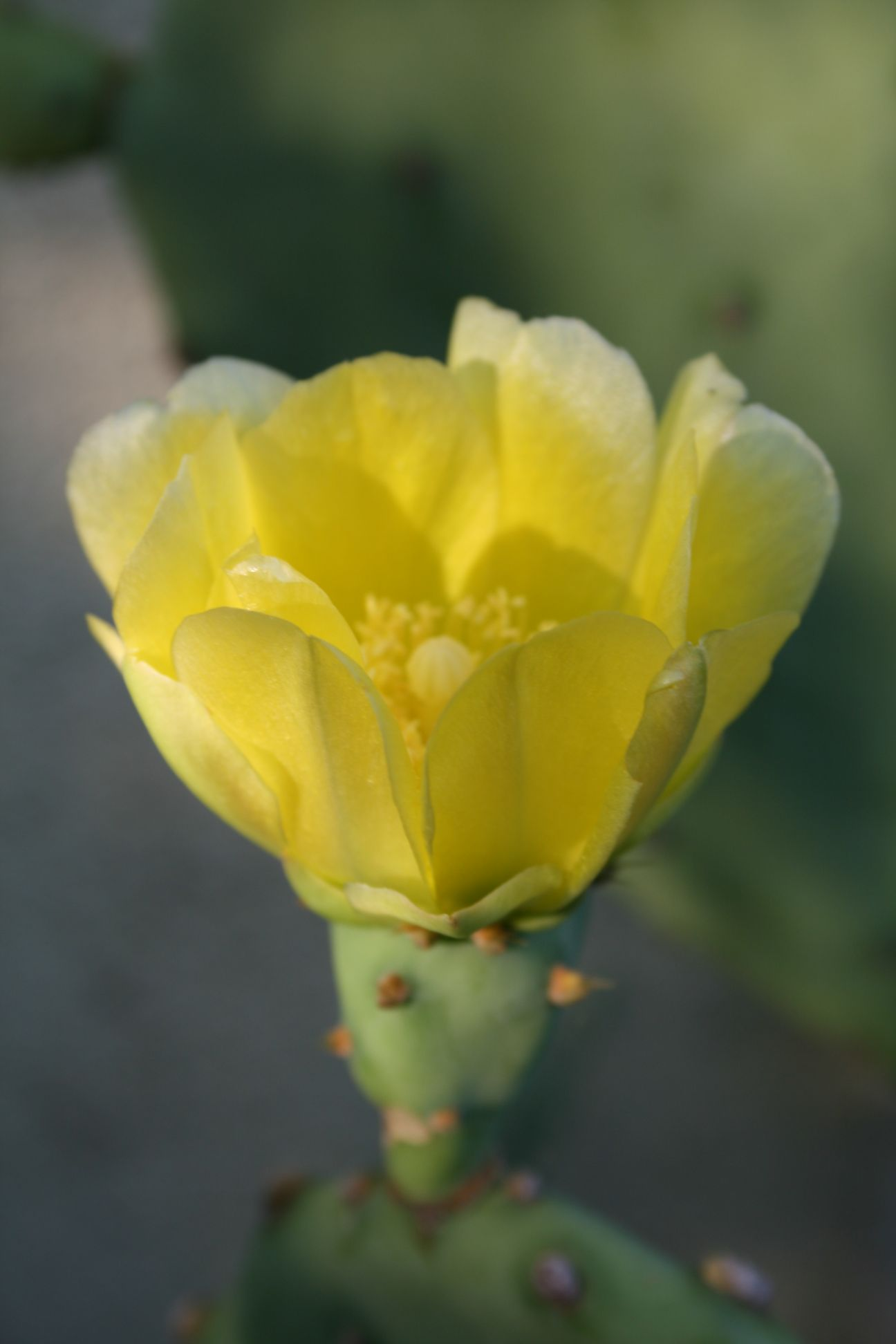
Detalle de la flor

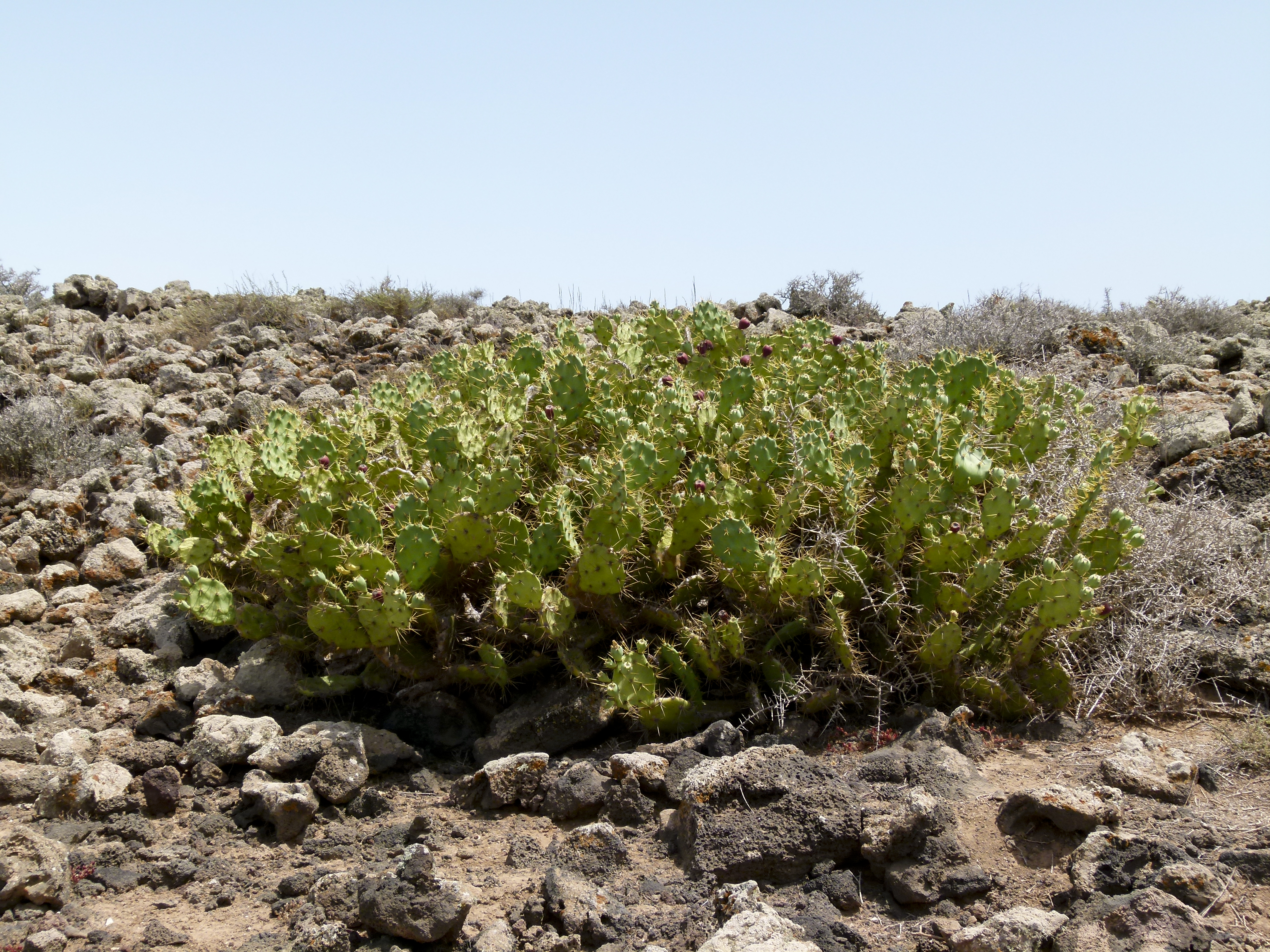
Vista de la planta

## Distribución
Es nativa de Centroamérica en Cuba, México, EUA, Bahamas,  Jamaica, Puerto Rico, Haití y República Dominicana.
Debido a su potencial colonizador y constituir una amenaza grave para las especies autóctonas, los hábitats o los ecosistemas, esta especie ha sido incluida en el Catálogo Español de Especies Exóticas Invasoras, regulado por el Real Decreto 630/2013, de 2 de agosto, estando prohibida en España su introducción en el medio natural, posesión, transporte, tráfico y comercio. En aquellas localizaciones canarias donde se ha establecido, por ejemplo en algunos lugares de la isla de Gran Canaria, se ha mantenido sin invadir espacios más que los que ya ocupaban.[cita requerida]

## Descripción
Opuntia dillenii crece como un cojín bajo o tan grande como un arbusto  muy ramificado con una altura de 2 a 3 metros. Sus phylloclades son de color azul-verde, a veces gris-verde y miden 7-40 cm de largo y 6-9 cm de grosor. Los ligeramente elevadas areolas son numerosas y llamativas, con  gloquidios de color amarillo. Tiene de 1 a 5 espinas de hasta 5 centímetros de largo. Espinas  que también pueden faltar, siendo muy variables. Por lo general son erectas, algo aplanadas e inclinadas, y, a veces salpicadas con bandas amarillas o marrones.
Las flores son variables, de 7 a 8 cm de largo son de color amarillo limón al amarillo-naranja a naranja, a veces rojizo. Tienen forma de pera a casi esféricas, de color púrpura sin espinas, son jugosas y miden de 5 a 7.5 centímetros de largo. Los frutos son comestibles.

## Taxonomía
Opuntia dillenii  fue descrita por (Ker Gawl.) Haw. y publicado en Supplementum Plantarum Succulentarum ... 79. 1819.
Etimología
Opuntia: nombre genérico  que proviene del griego usado por Plinio el Viejo para una planta que creció alrededor de la ciudad de Opus en Grecia.
Dillenii: epíteto otorgado en honor del botánico alemán Johann Jacob Dillen.
Sinonimia
- Cactus dillenii
- Opuntia anahuacensis
- Opuntia zebrina
- Opuntia atrocapensis
- Opuntia nitens
- Opuntia melanosperma

## Nombre común
- Tuno indio (en Canarias). Eltham Indian Fig, Sweet Prickly Pear.
- Higo Tinto (en Tenerife, Islas Canarias).